# Hyundai H100
Hyundai Н100 - мікроавтобуси корейської компанії Hyundai Motor Co. В країнах Азії модель називалася Hyundai Graсe. В деяких країнах, зокрема в Україні під маркою Hyundai Н100 продається вантажівка Hyundai Porter.

## Перше покоління (1987-1993)

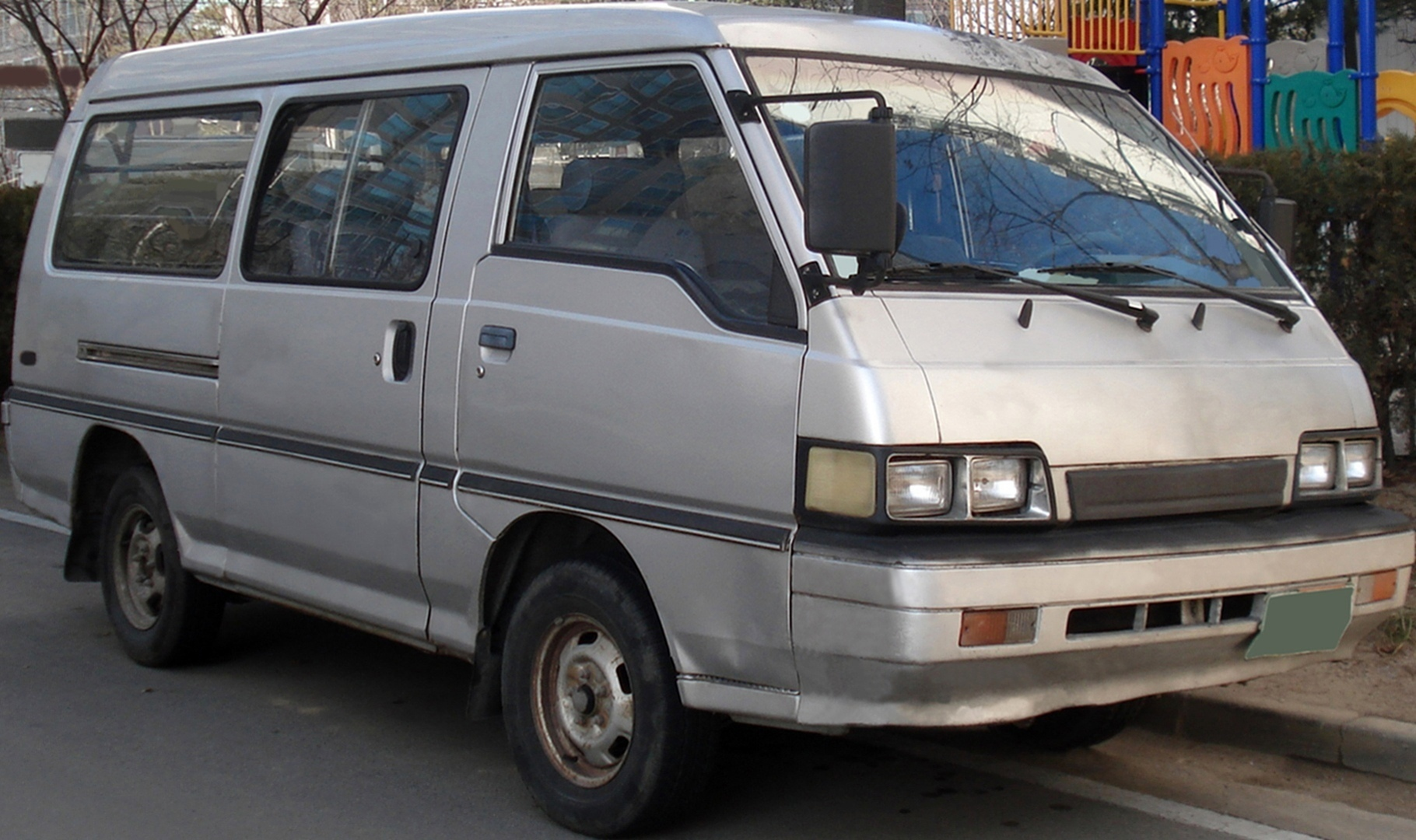
Hyundai Grace 1

Перше покоління Н-100 з'явилося в 1987 році з придбанням компанією Hyundai Motor Co у Mitsubishi Motors ліцензії на випуск Mitsubishi Delica / L300. Схожість дизеля Hyundai Grace з «предком» від Mitsubishi складається в паливній апаратурі розподільного типу, ремінному приводі газорозподільного механізму з двома балансирними валами, що обертаються зубчастим ременем.

## Друге покоління (1993-2004)

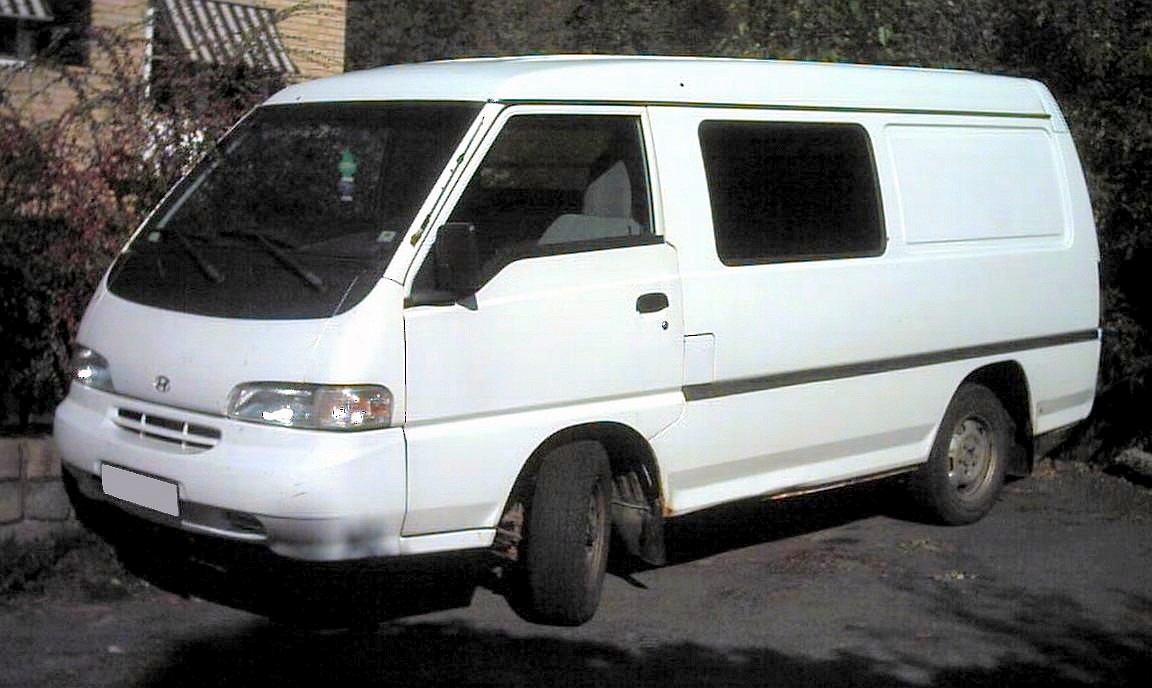
Hyundai Grace 2

Виробництво другого покоління Н-100 почалося в березні 1993 року. У період з 1996 по 2004 рік автомобілі Hyundai Н-1 і Hyundai Н-100 випускалися одночасно, так як обидва користувалися стійким попитом. Випуск тривав до 2004 року, коли Н-100 повністю був повністю замінений на Hyundai Н-1 (у гамі модифікацій останнього з'явилася навіть 15-місна версія).

### Двигуни
Бензинові
- 2,4 л 4G64 110 к.с.
- 2,4 л 4G64 150 к.с.

Дизельні
- 2,5 л D4BA 78 к.с.
- 2,5 л D4BF 80 к.с.
- 2,6 л D4BB 60 к.с.